# Alaquàs
Alaquàs és un municipi valencià situat a la comarca de l'Horta Sud.

## Geografia
Situat a 42 m d'altitud i amb 3,9 km² d'extensió, es localitza en l'Horta de València, a 7 km a l'oest de la capital i pertany a la comarca de l'Horta Sud.
El terme municipal adopta una forma allargada d'est a oest que abasta des d'una zona d'horta a l'extrem oriental, regada per les aigües de la séquia de Benàger, fins al secà de l'extrem occidental. El seu nucli urbà i el d'Aldaia estan completament conurbats.
|        | Aldaia          |           |
| Aldaia |                 | Xirivella |
|        | Torrent Picanya |           |

## Història
Tot i que s'han trobat algunes restes romanes, així com monedes de l'època imperial i fins a alguna làpida commemorativa, el nucli d'Alaquàs és una alqueria d'origen musulmà. Després de conquistar-la, el 4 de juliol de 1238 Jaume I la va donar a Bernat de Castellnou, qui la va cedir-la a Ponç Soler a canvi d'altres possessions. Posteriorment, l'alqueria fon confiscada al nou amo i la propietat va revertir a la corona. En tot cas, l'any 1319 Joan Escrivà va comprar el senyoriu, que va passar després als Vilaragut i, ja al segle xv, als Aguilar.
En 1520, per no haver-se unit a la revolta de les Germanies, se li va concedir el títol de vila. Posteriorment passà a ser patrimoni dels Pardo de la Casta. En 1557,  Felip II va crear el comtat d'Alaquàs. En 1584 tenia el senyoriu Lluís Pardo de la Casta, qui va impulsar la construcció del castell d'Alaquàs sobre la fortificació musulmana anterior. Més tard, el comtat va pertànyer als marquesos de Manfredi i, després, al baró de Bolbait. A hores d'ara es conserva el castell alçat l'any 1584 amb el patrimoni de Lluís Pardo de la Casta, recentment recuperat per al públic en general per l'Ajuntament d'Alaquàs.

## Etimologia
El nom Alaquàs és d'origen aràbic, car prové de l'àrab الأقواس al-aqūās, és a dir, 'els arcs' o 'les arcades', i fa referència a una localitat situada prop de huit quilòmetres del barranc de Torrent. Puix una séquia procedent de Manises està construïda amb moltes arcades, o la possible existència d'unes arcades d'algun pont àrab ja desaparegut, ja que els àrabs l'anomenaren així. Una tercera possibilitat, menys versemblant, fa referència a les arcades de l'antic castell musulmà. Ja durant la conquesta cristiana, després de posar setge a la localitat, Jaume I donà a Berenguer de Castellnou Alaquaz, tal com consta al document de concessió.

## Demografia
L'any 1520 el nucli incloïa unes 120 famílies (aproximadament unes 550 persones), que van arribar a les 200 (uns 900 hab.) en 1609. L'expulsió dels moriscos l'any 1611 va afectar considerablement el poble, de manera que, en 1646, les famílies que vivien al poble eren 153 (689 hab.) i en 1713 només 143 (644 hab.). Amb tot, la població es va recuperar i s'aproximava als 2.000 al 1877. El segle xx ha canviat totalment la fisonomia i la dinàmica del lloc: el creixement és especialment intens en la segona meitat del segle xx. La funció de ciutat dormitori, primer, i de poble industrialitzat després (en 1970, un 72% dels actius treballaven en el sector secundari), explica que Alaquàs fora centre d'immigració al llarg d'aquelles dècades. De fet, en 1975 un 76% de la població era al·lòctona.
En els anys 60 es va produir una gran arribada d'immigrants d'Andalusia, Castella i Extremadura, la qual cosa va fer augmentar la població considerablement fins a arribar a uns 24.000 habitants en 1986, arribant als 30.104 en l'any 2006.
A data de 2022, Alaquàs tenia 29.537 habitants (INE).
| any  | habitants |
| ---- | --------- |
| 1857 | 1.846     |
| 1887 | 2.062     |
| 1900 | 2.370     |
| 1910 | 2.672     |
| 1920 | 2.765     |
| 1930 | 3.276     |
| 1940 | 3.753     |
| 1950 | 4.332     |
| 1960 | 8.116     |
| 1970 | 19.639    |
| 1981 | 23.558    |
| 1991 | 24.107    |
| 2000 | 26.939    |
| 2010 | 30.104    |
| 2020 | 30.270    |

## Economia

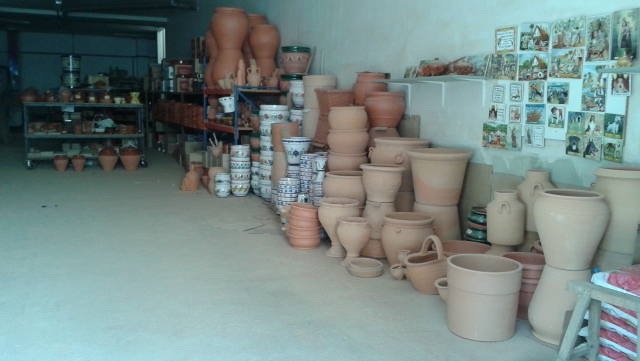
Exposició de perols del Vicent el de "Morimos" al carrer Perolers d'Alaquàs

Tradicionalment, una de les principals activitats industrials ha estat la fabricació de perols de fang, possiblement d'origen musulmà, i documentada l'existència de la professió de peroler a Alaquàs al segle xvi, i la relativa a nombroses peroleries als segles xvii i xviii; queda al segle xxi un sol taller de peroles.
Al llarg de les últimes dècades el desenvolupament demogràfic i econòmic de la ja extinta Horta Oest ha establit una clara diferenciació funcional cap a la indústria, mentre que l'Horta Nord té una presència agrícola més important.
La meitat de les empreses tenen caràcter artesanal amb menys de 10 treballadors. L'activitat constructora s'inicia al municipi durant els anys 60 coincidint amb l'arribada d'immigrants d'Andalusia i Castella, i n'és una de les més desenvolupades actualment.
El 2008 Alaquàs era una localitat ocupada principalment en la indústria (45% dels ocupats) i els serveis (53%). L'agricultura, amb poc més del 2% dels ocupats, és un sector residual. El 2008 hi havia 134 ha de regadiu, dedicades especialment als cítrics (99 ha) i als cultius herbacis (35 ha). Els conreus tradicionals de la seda, el cànem i el lli que s'havien desenvolupat durant el segle xviii desapareixen i només l'arròs, gràcies a l'avanç dels aterraments i a la introducció del guano, rep un fort impuls, arribant a constituir, junt a les hortalisses i els cítrics, un punt important de la història econòmica d'Alaquàs.
L'especialització en rajoles i gerres deixà pas a la indústria de la fusta (mobles), la fabricació de productes metàl·lics i a la indústria alimentària. El sòl industrial ocupa unes 160 ha, dividides entre el Bovalar (32 ha, a l'oest), els Mollons i altres enclavaments aïllats. La distribució sectorial de les empreses era el 2008: 59% en el sector industrial, un 24% en el servei d'empreses, un 9% en els serveis al consumidor, un 3% en l'agroalimentari i un 4% en altres serveis.

## Política i govern

### Composició de la Corporació Municipal
El Ple de l'Ajuntament està format per 21 regidors. En les eleccions municipals de 26 de maig de 2019 foren elegits 11 regidors del Partit Socialista del País Valencià (PSPV-PSOE), 5 del Partit Popular (PP), 2 de Compromís per Alaquàs (Compromís), 2 de Ciutadans - Partit de la Ciutadania (Cs) i 1 de Podem.
| Eleccions municipals de 28 de maig de 2023 - Alaquàs |                                          |                                     |                                     |         |         |          |
| Candidatura | Candidatura                              | Candidatura                         | Cap de llista                       | Vots    | Vots    | Regidors |
| | Partit Socialista del País Valencià      |                                     | Antonio Saura Martí                 | 6.612   | 44,42%  | 10 (-1)  |
| | Partit Popular                           |                                     | Vicente Cervera Chust               | 3.853   | 25,89%  | 6 (+1)   |
| | Vox                                      |                                     | Jesús Vicente Taberner Andrés       | 1.982   | 13,32%  | 3 (+3)   |
| | Compromís per Alaquàs: Acord per Guanyar |                                     | Marta Murciano Hernández            | 1.654   | 11,11%  | 2 ()     |
| | Altres candidatures                      |                                     |                                     | 783     | 5,26%   | 0 ( -3)  |
| | Vots en blanc                            |                                     |                                     | 205     | 1,4%    |          |
| Total vots vàlids i regidors | Total vots vàlids i regidors             | Total vots vàlids i regidors        | Total vots vàlids i regidors        | 15.089  | 100 %   | 21       |
| | Vots nuls                                | Vots nuls                           | Vots nuls                           | 202     | 1,32%   |          |
| Participació (vots vàlids més nuls) | Participació (vots vàlids més nuls)      | Participació (vots vàlids més nuls) | Participació (vots vàlids més nuls) | 15.291  | 66,1%** |          |
| Abstenció | Abstenció                                | Abstenció                           | Abstenció                           | 7.851*  | 33,9%** |          |
| Total cens electoral | Total cens electoral                     | Total cens electoral                | Total cens electoral                | 23.142* | 100 %** |          |
| Alcalde: Toni Saura Martí (PSPV) (17/06/2023) Per ser la llista més votada, després de no haver obtingut majoria absoluta dels regidors (10 vots de PSPV.) |                                          |                                     |                                     |         |         |          |
| Fonts: JEC, JEZ València, M. Interior, Periòdic Ara. (* No són vots sinó electors. ** Percentatge respecte del cens electoral.)                            |                                          |                                     |                                     |         |         |          |

### Alcaldes
Des de 2019 l'alcalde d'Alaquàs és Antonio Saura Martín del PSPV-PSOE.
| Període                       | Alcalde o alcaldessa                    | Partit polític | Data de possessió     | Observacions         |
| ----------------------------- | --------------------------------------- | -------------- | --------------------- | -------------------- |
| 1979–1983                     | Albert Taberner i Ferrer                | PCE            | 19/04/1979            | --                   |
| 1983–1987                     | Francisco Tàrrega García                | PSPV-PSOE      | 28/05/1983            | --                   |
| 1987–1991                     | Francisco Tàrrega García                | PSPV-PSOE      | 30/06/1987            | --                   |
| 1991–1995                     | Adrià Hernández García                  | PSPV-PSOE      | 15/06/1991            | --                   |
| 1995–1999                     | Adrià Hernández García                  | PSPV-PSOE      | 17/06/1995            | --                   |
| 1999–2003                     | Jorge Alarte Gorbe                      | PSPV-PSOE      | 03/07/1999            | --                   |
| 2003–2007                     | Jorge Alarte Gorbe                      | PSPV-PSOE      | 14/06/2003            | --                   |
| 2007–2011                     | Jorge Alarte Gorbe Elvira García Campos | PSPV-PSOE      | 16/06/2007 11/07/2009 | Dimissió/renúncia -- |
| 2011–2015                     | Elvira García Campos                    | PSPV-PSOE      | 11/06/2011            | --                   |
| 2015–2019                     | Elvira García Campos                    | PSPV-PSOE      | 13/06/2015            | --                   |
| 2019-2023                     | Toni Saura Martín                       | PSPV-PSOE      | 15/06/2019            | --                   |
| Des de 2023                   | Toni Saura Martín                       | PSPV-PSOE      | 17/06/2023            | --                   |
| Fonts: Generalitat Valenciana |                                         |                |                       |                      |

## Patrimoni
- Palau castell d'Alaquàs: també denominat castell de les Quatre Torres o palau dels Aguilar. La seua construcció la va impulsar Lluís Pardo de la Casta, primer comte d'Alaquàs, l'any 1582, possiblement sobre un castell musulmà que formava part del cinturó defensiu de la capital.[2] Es tracta d'un edifici de planta rectangular d'uns 40 m de llarg per banda amb quatre torres cantoneres de 25 metres d'altitud (una de les quals està reconstruïda)[14] i un pati interior al qual s'accedix per una severa portalada. Es va declarar Monument Històric Nacional l'any 1918, després d'un intent d'enderroc, i s'ha restaurat diverses vegades a partir de 1940. El 3 de gener de 2003 va passar de mans privades a formar part de l'Ajuntament.[2]En 2018 Alaquàs va celebrar el Centenari de la declaració del Castell com a Monument Històric Artístic Nacional, el dia 21 d'abril. Una efemérie fonamental en la història local del municipi que està permetent recuperar la memòria sobre els últims cent anys del monument i refermar les bases per a projectar el futur del Castell i d'Alaquàs.I per a la qual ha sigut elaborat un nodrit programa d'activitats entorn del Centenari.

- Església de l'Assumpció: està unida al castell i la seua construcció sembla datar en la seua forma actual de 1649, tot i la presència de detalls gòtics.[2] És un edifici d'una sola nau, capçalera poligonal i capelles laterals obertes als contraforts. La decoració de rajoles dels segles xvii o XVIII i el retaule major (1597) són el més interessant, al costat d'alguna obra de l'escola dels Joanes de València.[2]

- Església de la Mare de Déu de l'Olivar: es tracta realment del temple d'un antic convent de mínims que, fins a 1537, va ser de dominicans i que l'any 1887 seria ocupat per les monges oblates.[2] És un edifici d'una sola nau amb capelles laterals i guarda la imatge de la patrona de la vila, la Mare de Déu de l'Olivar.[2]

- Convent de la Mare de Déu de l'Olivar
- Casa d'exercicis espirituals de la Puríssima: Edifici modernista de l'arquitecte valencià Manuel Peris Ferrando (1872-1934), fon construït entre 1904 i 1906. Propietat dels jesuïtes, està destinat a la labor pastoral, si bé durant la Guerra Civil fon usat com a presó per a dones del bàndol franquista i com a seu de l'Estat Major del Grup de l'Exèrcit de la Regió Central de la República. És de planta baixa, dos altures i un quart, rematat per un terrat. El conjunt està rodejat d'un jardí i tancat per un mur de maçoneria i rajola. Fins als anys 90 disposà d'un hort extens a la part de davant, hui dia ocupat per xalets adossats.[15][16] En 2022, la Puríssima ha servit d'alberg per a refugiats de la guerra d'Ucraïna.[17]
- Ateneu Cultural i Esportiu[18]

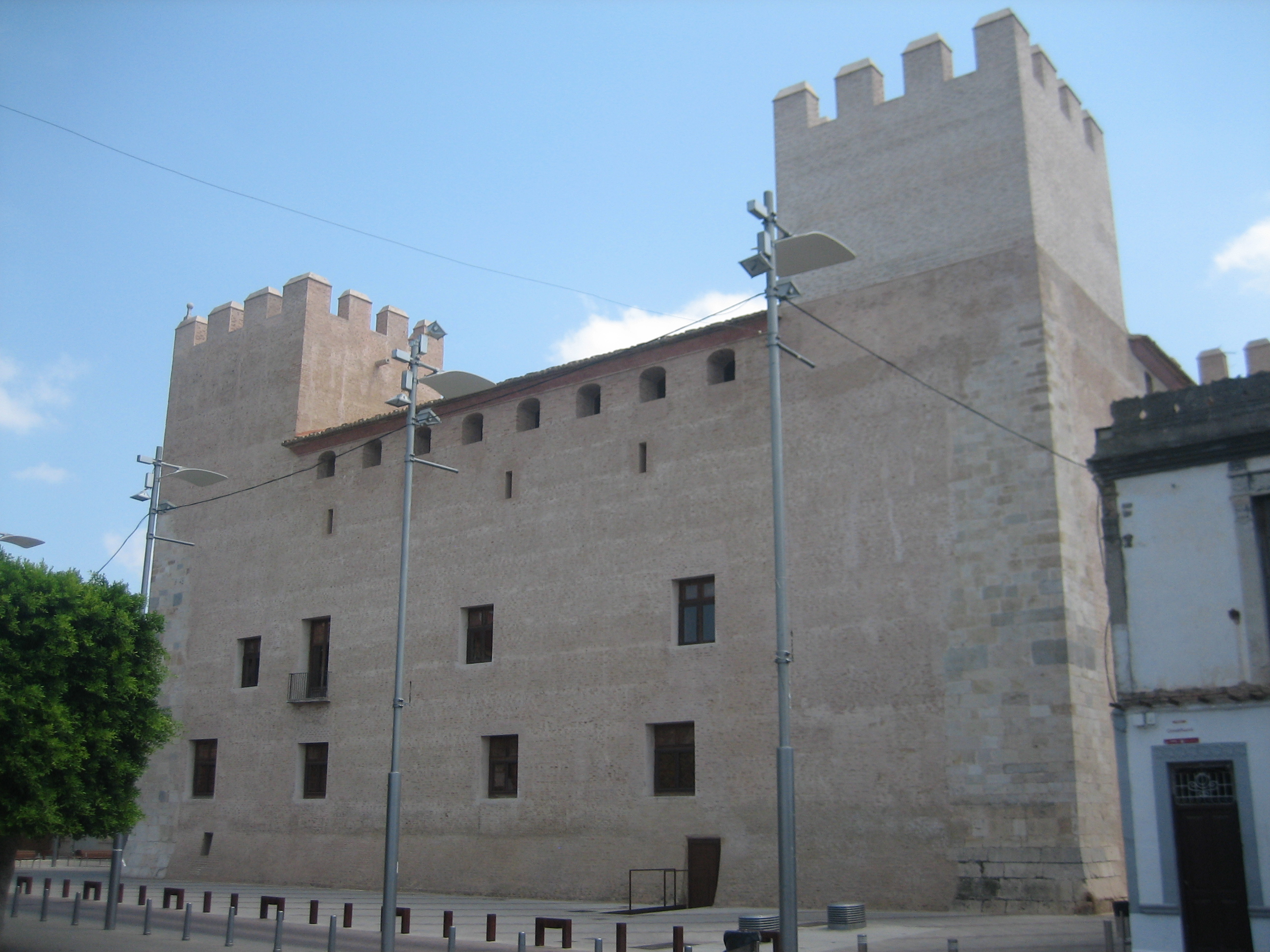
El castell d'Alaquàs
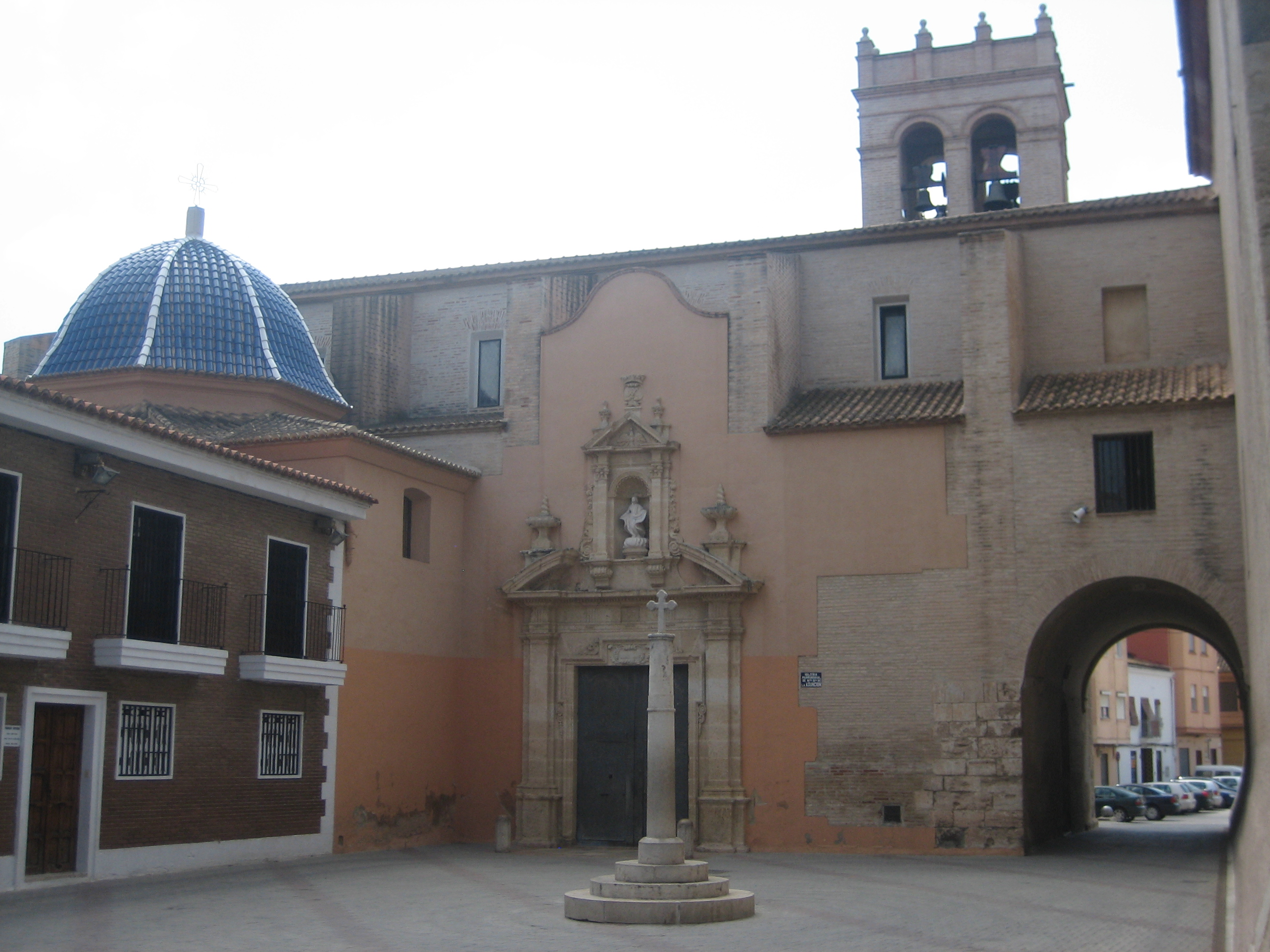
Església de l'Assumpció
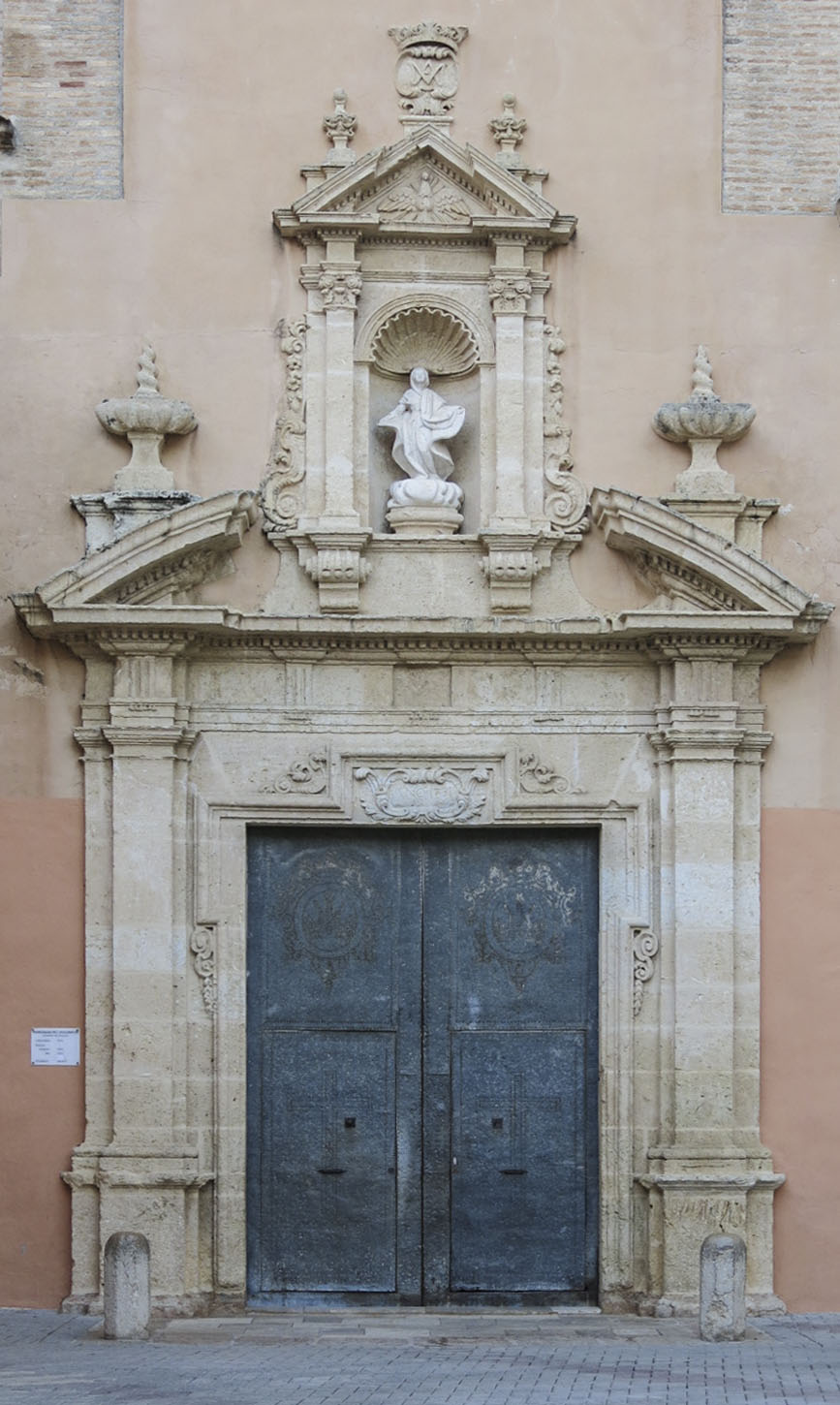
Porta principal
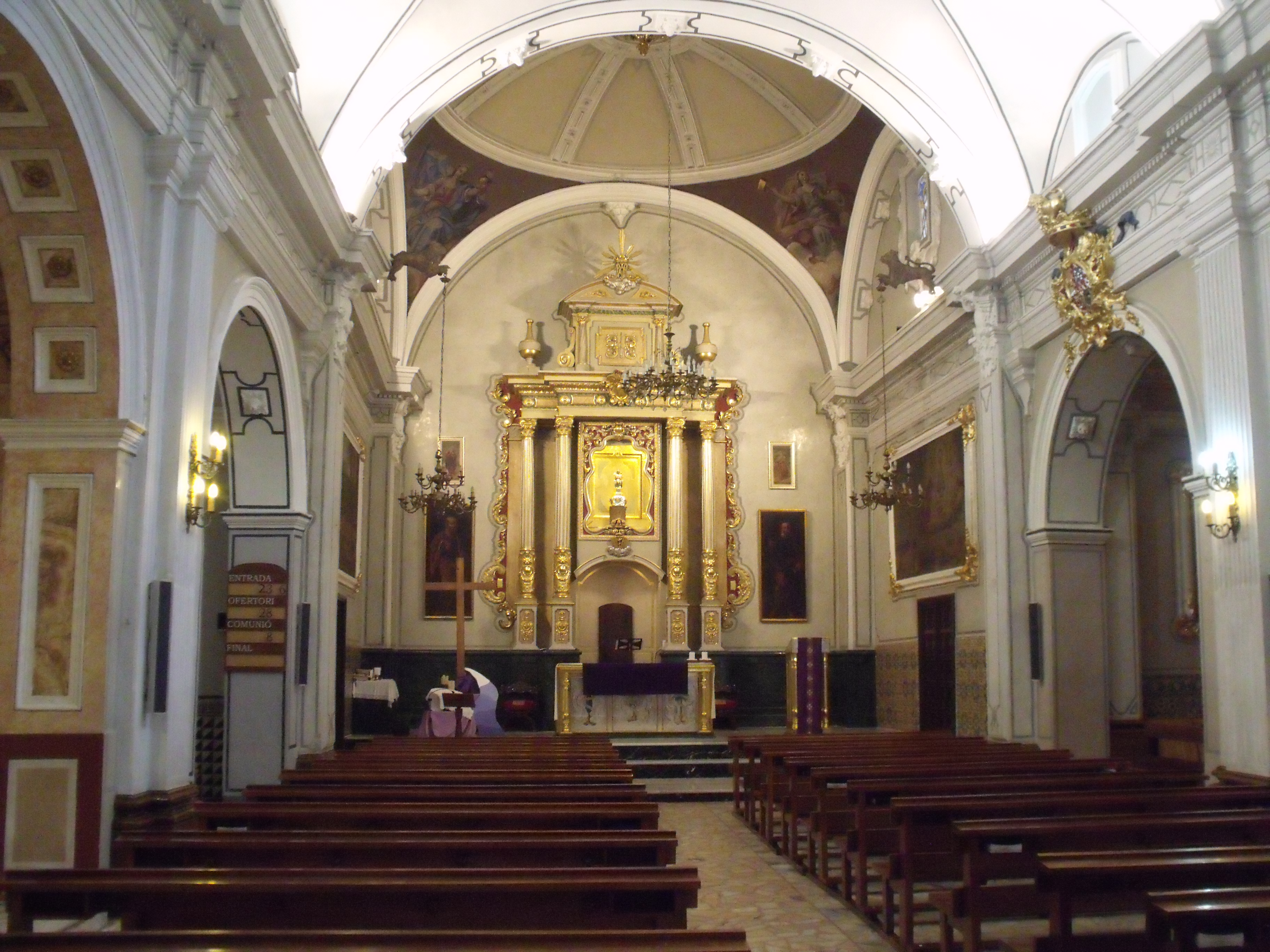
Nau de l'església de la Mare de Déu de l'Olivar
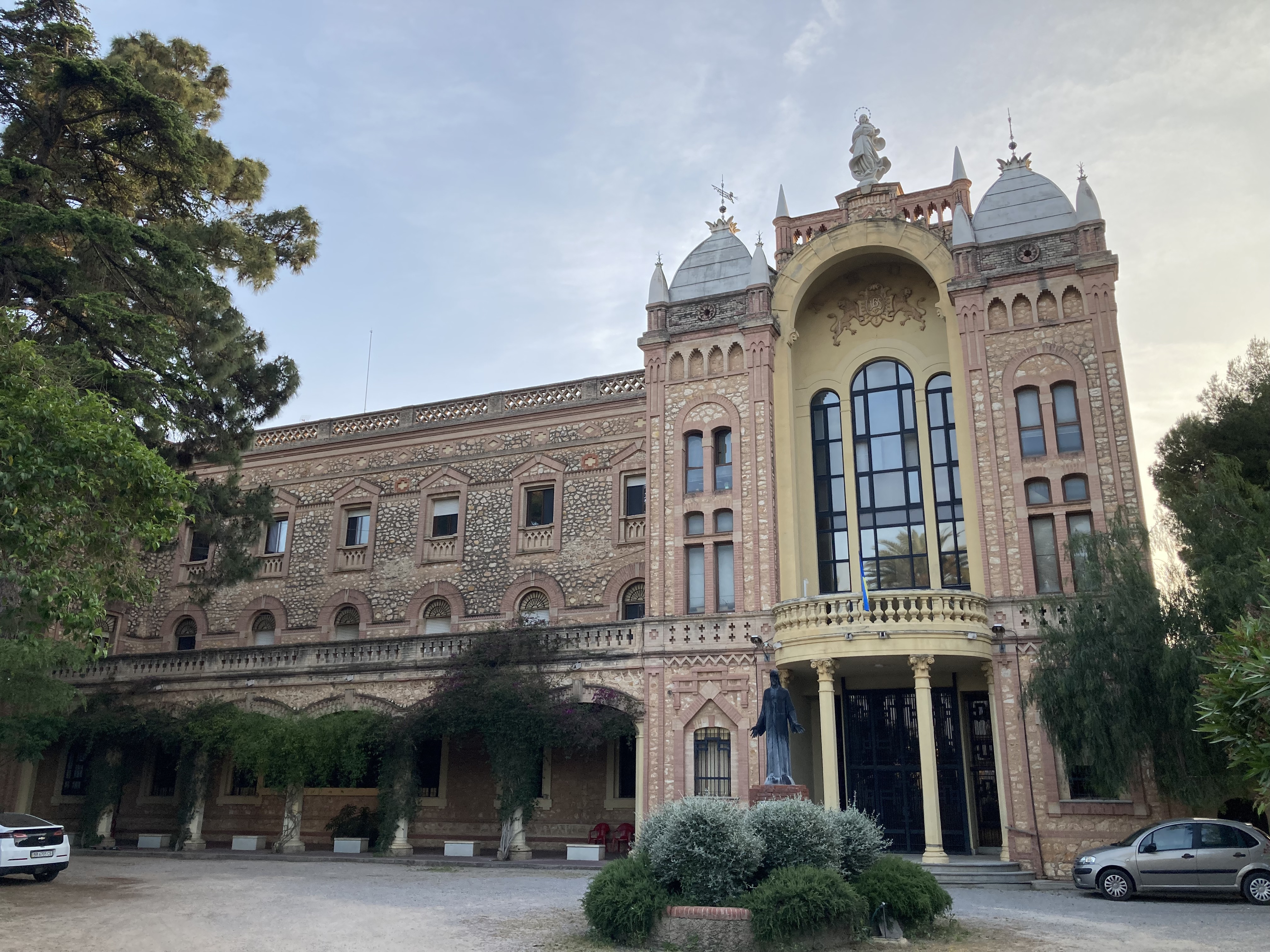
Casa d'exercicis espirituals la Puríssima

## Urbanisme
El nucli històric d'Alaquàs se situa a l'extrem oriental del terme municipal. La part més antiga s'estructura al voltant de les actuals places de la Constitució, del Santíssim, d'Ollers i de Sant Roc, així com dels carrers Major, Sant Miquel, València i els Benlliure; és a dir, al voltant dels edificis més notables, el castell palau d'Alaquàs i l'església de l'Assumpció. Al centre històric s'afig el raval del Convent per l'oest.
En la meitat sud i en l'extrem oriental del poble, el traçat adopta una forma molt més ordenada i geomètrica. Les principals vies sobre les quals s'estructuren els actuals barris d'Alaquàs són els antics camins de València (avinguda de Blasco Ibáñez), el camí nou de Torrent (avinguda de Pablo Iglesias-Ausiàs Marc) i l'antic camí Vell, el camí vell de Torís (carrer de Conca) i l'antic camí d'Aldaia (cap al nord).

## Esdeveniments
- Festes majors: se celebren a finals d'agost i principis de setembre[2] i entre els actes destaquen la Cordà en honor del Crist de la Bona Mort, la Cordà de Sant Miquel, els Moros i cristians, el correfoc, la Festa de l'Aigua, en la qual els veïns surten al carrer i es mullen els uns als altres amb aigua deixada en dipòsits en el carrer, el Cant de la Carxofa.[19][20] La festa de la Mare de Déu de l'Olivar es celebra el 8 de setembre, teòric aniversari de la seua troballa en 1300.[21]
- Festa del Porrat: se celebra en primavera en honor de sant Francesc de Paula. Festa recuperada recentment en la qual es cuinen calderes que són repartides entre els veïns i també s'organitza una fira gastronòmica.
- Festival de Rock d'Alaquàs: festival de rock amb projecció internacional, més conegut com a FRA.
- Falles: se celebren durant el mes de març, amb 11 comissions falleres i premis propis.[22]

## Persones il·lustres
- Domingo Sarrió, venerable Sarrió (1609 - 1677), fou un il·lustre religiós.[23]
- Faustí Barberà i Martí (Alaquàs, 1850 - † 1924) fou un metge, erudit i polític.
- Josefa Campos (1872 - 1950) fou una religiosa.[24]
- Carmen Mateu Guiot, pintora.[25]
- Bernabé Sanchis Sanz (1943) és un compositor i director de banda.
- Vicent M. Cardona i Puig (Llombai) és un religiós valencià.
- Matilde Ferrer Sena (1949) és una roserista de prestigi internacional.[26]
- Amparo Alabau Torres (1949 - 2016), fou una mestra i activista cultural.
- Vicente Cervera Chust, "Cervera" (1969), és un pilotari d'escala i corda.
- Patricia Pardo (1975) és una directora, dramaturga, pallassa, actriu i pedagoga valenciana.[27]
- Miquel Pallardó González (1986) és un futbolista professional.